# Bầu cử quốc hội Triều Tiên 2019
Cuộc bầu cử quốc hội được tổ chức tại Triều Tiên vào ngày 10 tháng 3 năm 2019 để bầu ra đại biểu Hội đồng Nhân dân Tối cao khóa 14.

## Kết quả
| Đảng hoặc liên minh          | Đảng hoặc liên minh         | Đảng hoặc liên minh            | Đảng hoặc liên minh         | Phiếu bầu | %     | Ghế |
| ---------------------------- | --------------------------- | ------------------------------ | --------------------------- | --------- | ----- | --- |
|                              | Mặt trận Tổ quốc            |                                | Đảng Lao động Triều Tiên    |           | 100   | 682 |
|                              | Mặt trận Tổ quốc            | Đảng Dân chủ Xã hội Triều Tiên |                             |           | 100   | 682 |
|                              | Mặt trận Tổ quốc            | Đảng Thanh hữu Thiên Đạo       |                             |           | 100   | 682 |
|                              | Mặt trận Tổ quốc            | Độc lập                        |                             |           | 100   | 682 |
|                              | Mặt trận Tổ quốc            | Chongryon                      | 5                           |           | 100   |     |
| Tổng cộng                    | Tổng cộng                   | Tổng cộng                      | Tổng cộng                   |           |       | 687 |
|                              |                             |                                |                             |           |       |     |
| Cử tri phiếu bầu đã đăng ký  | Cử tri phiếu bầu đã đăng ký | Cử tri phiếu bầu đã đăng ký    | Cử tri phiếu bầu đã đăng ký |           | 99.99 |     |
| Nguồn: Choson Sinbo, NK News |                             |                                |                             |           |       |     |